# Igor Anatolyevich Kiríllov
Igor Anatolyevich Kirillov (em russo: Игорь Анатольевич Кириллов; Costroma, 13 de julho de 1970 – Moscou, 17 de dezembro de 2024) foi um tenente-general do exército russo. Ele era o chefe das Tropas de Defesa Nuclear, Biológica e Química (NBC).

## Biografia
Kirillov nasceu em 13 de julho de 1970, na cidade de Kostroma, RSFSR. 
Já atuando nas Forças Armadas desde 1987, graduou-se com honras em 1991 pela Escola Superior de Comando Militar de Defesa Química de Kostroma. Entre 1991 e 1994, serviu como comandante de pelotão no Grupo de Forças Ocidentais, estacionadas na Alemanha Oriental. Posteriormente, serviu no Distrito Militar de Moscou e, desde 1995, ocupou sucessivamente cargos que variaram de comandante de companhia a comandante de brigada na brigada separada de proteção radiológica, química e biológica.
Segundo o Serviço de Segurança da Ucrânia, desde fevereiro de 2022 houve 4.800 casos de utilização de armas químicas pela Rússia na invasão da Ucrânia.  Kirillov acusou os EUA diversas vezes de ajudar a Ucrânia a construir laboratórios secretos para armas biológicas; ele também disse que a Ucrânia estava desenvolvendo uma bomba suja. Não há evidências para nenhuma das alegações. 
Em 16 de dezembro de 2024, a Ucrânia acusou Kirillov de utilizar armas químicas proibidas durante a guerra russo-ucraniana.

## Morte
Kirilov foi morto em uma explosão na capital russa, Moscou, em 17 de dezembro de 2024. Junto a ele, também faleceu um de seus assistentes, quando ambos deixavam um complexo residencial na área de Ryazansky Prospekt. As autoridades russas atribuíram a causa da morte à detonação de um dispositivo explosivo escondido em uma motoneta próxima ao local. O Serviço de Segurança da Ucrânia (SSU) reivindicou a autoria do ataque, alegando que Kirilov era um criminoso de guerra e, portanto, um alvo militar legítimo.